# Liste des classes de destroyers de la Royal Navy
Liste chronologique des classes de destroyers de la Royal Navy du Royaume-Uni par entrée en service.

## Destroyers torpilleurs
En 1913, les destroyers torpilleurs (en anglais Torpedo Boat Destroyer) ont été organisés en classe A, B, C et D, en fonction de leur vitesse et du nombre de cheminées qu'ils possédaient. Ils étaient tous d'une conception appelée dos de tortue (en anglais turtleback) et propulsés par une machine à vapeur.

### Classe A: 26 et 27nœuds
- 26 nœuds :
  - Classe Daring : 2 navires, 1893-1894
  - Classe Havock : 2 navires, 1893
  - Classe Ferret : 2 navires, 1893-1894

- 27 nœuds :

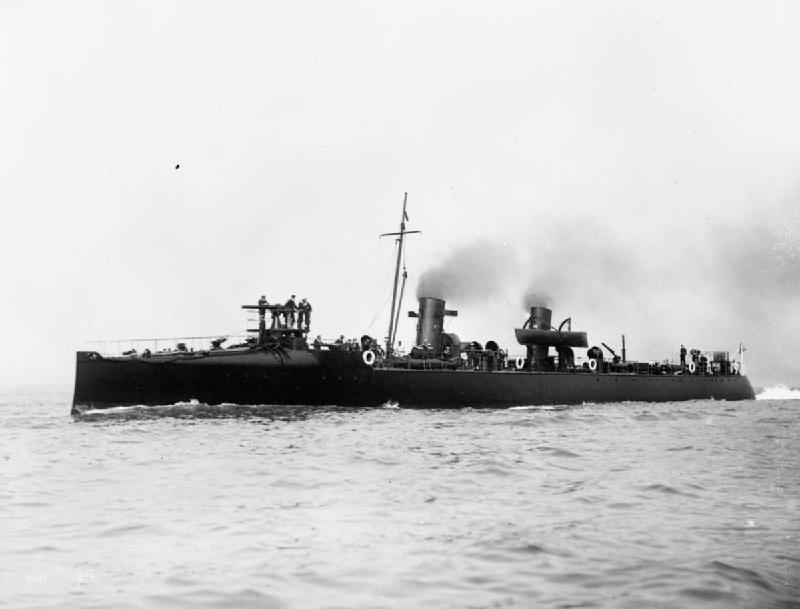
Le HMS Bruizer de Classe Ardent

  - Classe Ardent : 3 navires, 1894-1895
  - Classe Charger : 2 navires, 1894
  - Classe Hardy : 2 navires, 1895
  - Classe Janus : 3 navires, 1895
  - Classe Salmon : 2 navires, 1895
  - Classe Banshee : 3 navires, 1894
  - Classe Fervent : 2 navires, 1895
  - Classe Conflict : 3 navires, 1894-1895
  - Classe Handy : 3 navires, 1895
  - Classe Sunfish : 3 navires, 1895
  - Classe Rocket : 3 navires, 1894
  - Classe Sturgeon : 3 navires, 1894-1895
  - Classe Swordfish : 2 navires, 1895
  - Classe Zebra : 1 navire, 1895

### Classe B: 30 nœuds et 4 cheminées
- Classe Quail : 4 navires, 1895
- Classe Earnest : 6 navires, 1896–1897
- Classe Lively : 3 navires, 1900
- Classe Palmer : 7 navires, 1897-1901
  - HMS Expess, HMS Orwell, HMS Arab et HMS Cobra

### Classe C: 30 nœuds et 3 cheminées

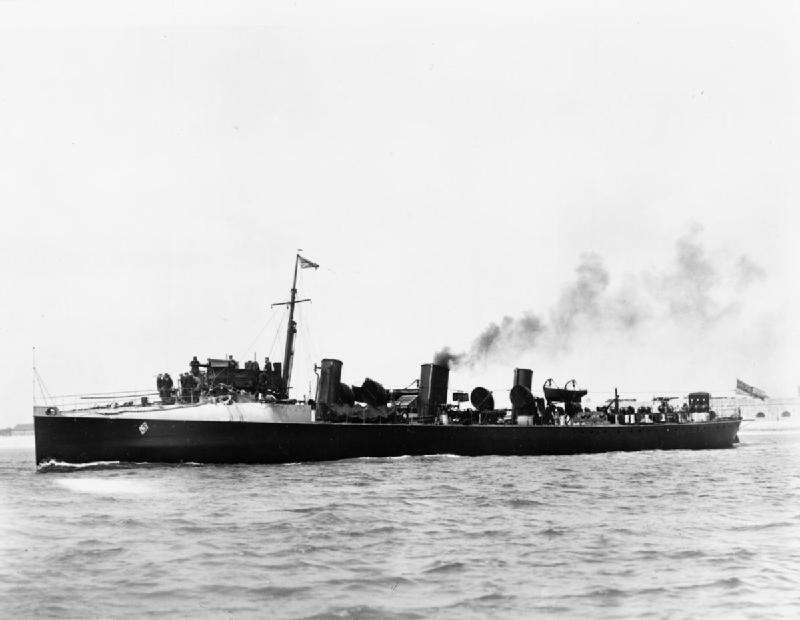
HMS Chamois de classe Star

- Classe Star : 8 navires, 1896–1897
- Classe Avon : 5 navires, 1896–1897
- Classe Brazen : 5 navires, 1896–1898
- Classe Violet : 3 navires, 1897
- Classe Mermaid : 5 navires, 1897–1898
- Classe Gipsy : 6 navires, 1897
- Classe Bullfinch : 2 navires, 1898
- Classe Thorn (Brown special type)  : 3 navires, 1901
- Classe Viper (Hawthorn special type) : 2 navires, 1899
- Classe  Albatross (Thornycroft special) : 1 navire, 1898

### Classe D: 30 nœuds et 2 cheminées
Elle est composée d'une série de navires similaires construits par Thornycroft
- Programme 1893-1894 : Classe Housewives - 4 navires, 1896
- Programme 1894-1895 : Classe Angler - 2 navires, 1897
- Programme 1895-1896 : Classe Coquette - 3 navires, 1897-1898
- Programme 1897-1898 : Classe Stag (type spécial) -  1 navire, 1899 
  - HMS Taku, 1900 (ex-chinois Prize)

## Destroyers conventionnels

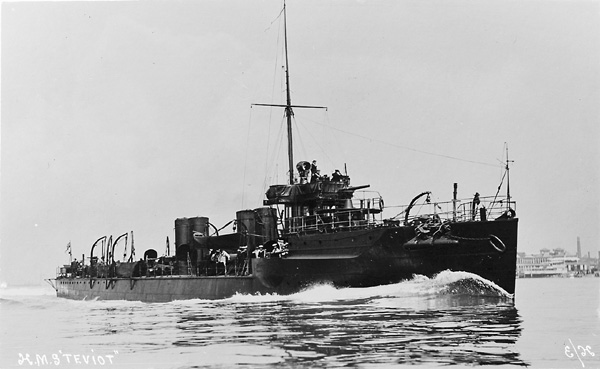
HMS Teviot de classe E

- Classe River (ou classe E) : 33 navires, 1903-1905
- Classe Tribal (ou classe F) : 13 navires, 1907-1909
- Classe Beagle (ou classe G) : 16 navires, 1909-1910
- Classe Acorn (ou classe H) : 20 navires, 1910-1911
- Classe Acheron (ou classe I) : 23 navires, 1910-1915
- Classe Acasta (ou classe K) : 20 navires, 1912-1913
- HMS Swift (type Swift) : 1917
- Classe Laforey (ou classe L) : 22 navires, 1913-1915
- HMS Arno (type Arno) : (ex-portugais) 1915
- Classe M :
  - Classe Admiralty M : 74 navires, 1914-1917
  - Classe Hawthorn M : 2 navires, 1915
  - Classe Yarrow M : 10 navires, 1914-1916
  - Classe Thornycroft M : 6 navires, 1914-1916
  - Classe Yarrow Later M : 7 navires, 1916-1917
- Classe Talisman : 4 navires (ex turcs), 1914-1916
- Classe Medea : 4 navires (ex-grecs), 1915
- Classe Faulknor : 4 navires (ex-chiliens), 1914
- Classe Marksman : 7 navires, 1915-1916
- Classe Parker : 6 navires, 1916-1917
- Classe R :
  - Classe Admiralty R : 39 navires, 1916-1917
  - Classe Thornycroft R : 5 navires, 1916-1917
  - Classe Admiralty R modifié : 11 navires, 1916-1917
- Classe S :
  - Classe Admiralty S : 55 navires, 1916-1924
  - Classe Yarrow S : 7 navires, 1917-1919
  - Classe Thornycroft S : 5 navires, 1917-1919
- Classe Admiralty V : 28 navires, 1916-1918
- Classe W :
  - Classe Admiralty W : 19 navires, 1916-1918
  - Classe Thornycroft W modifié : 2 navires, 1918-1924
  - Classe Admiralty W modifié : 15 navires, 1918-1922
- Classe Thornycroft V et W : 2 navires, 1918
- Classe Admiralty type leader : 8 navires, 1917-1919
- Classe Thornycroft type leader (ou classe Shakespeare) : 5 navires, 1917-1921

### Entre deux-guerres
- HMS Ambuscade (D38) : 1926
- HMS Amazon (D39) : 1926
- classe A - 11 navires, 1928-1931
- classe B - 9 navires, 1929-1931
- classe C et D - 14 navires, 1930-1934

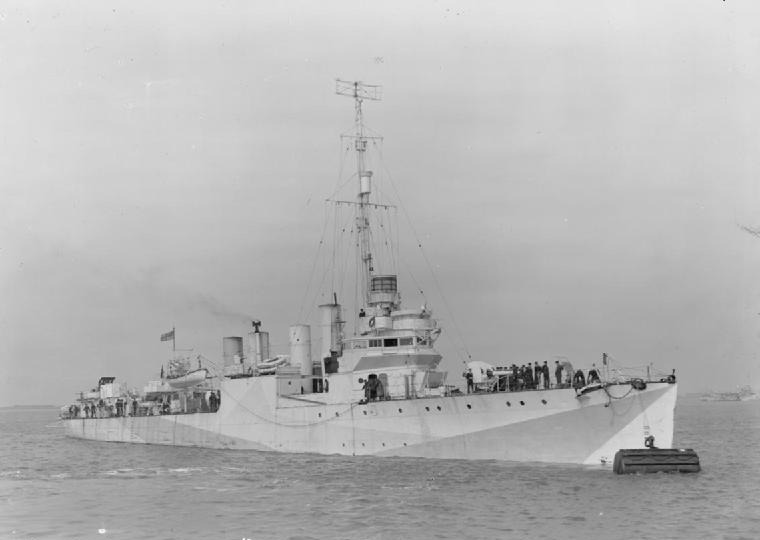
HMS Mansfield de Classe Town

- classe E et F - 18 navires, 1933-1935
- classe G et H - 18 navires, 1934-1937 
  - Classe Havant (Brésil) - 6 navire, 1938-1940
- classe I - 9 navires, 1936-1937
  - Classe Demir Hisar (Turquie) - 4 navires, 1938-1941
- classe Tribal (ou classe Afridi) : 27 navires, 1936-1944
- classe J, K et N : 24 navires, 1938-1941
- classe Hunt : 83 navires, 1939-1942
- classe L et M : 16 navires, 1939-1942
- Classe Town : 50 navires construits aux États-Unis (1917-1920), transférés en 1940

### Durant la seconde guerre mondiale
War Emergency Programme classes
- Classe O et P : 16 navires, 1941-1942
- Classe Q et R : 16 navires, 1941-1942
- Classe S et T : 16 navires, 1942-1943
- Classe U et V : 16 navires, 1942-1943
- Classe W et Z : 16 navires, 1943-1944
- Classe C : 32 navires, 1943-1945

### Après guerre
- Classe Battle : 23 navires, 1943-1946
- Classe Weapon : 4 navires, 1945-1946
- Classe Daring : 8 navires, 1949-1952

## Porteurs de missiles

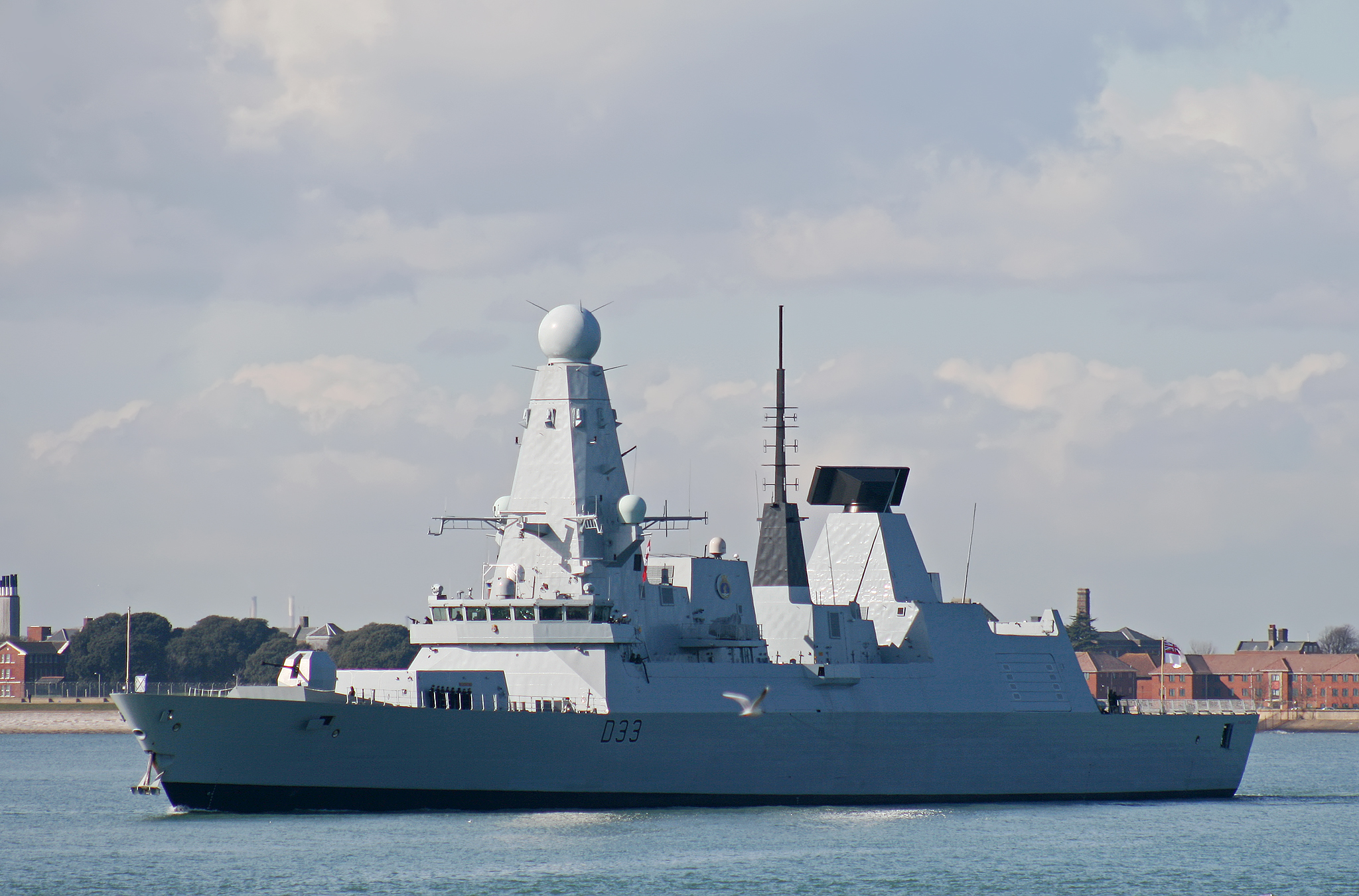
Le, deuxième exemplaire du Type 45, première classe de destroyer britannique du XXIe siècle.

- Classe County : 8 navires, 1961-1967
- Type 82 (ou classe Bristol) : 1 navire, 1969
- Type 42 (ou classe Sheffield) : 14 navires, 1971-1983
- Type 45 : 6 navires, 2009-2014